# William MacAskill
William David MacAskill, all'anagrafe William David Crouch (Glasgow, 24 marzo 1987), è un filosofo scozzese, tra i creatori del movimento dell'altruismo efficace.
Professore associato di filosofia e ricercatore presso il Global Priorities Institute dell'Università di Oxford, è direttore della Forethought Foundation for Global Priorities Research. MacAskill è anche il co-fondatore di Giving What We Can, il Center for Effective Altruism e 80.000 Hours. È inoltre l'autore del libro del 2015 Doing Good Better, del libro del 2022 What We Owe the Future, e coautore del libro del 2020 Moral Uncertainty.

## Biografia
Nato William Crouch nel 1987 e cresciuto a Glasgow, sua madre lavorava per il Servizio Sanitario Nazionale e suo padre lavorava nell'informatica; ha due fratelli maggiori. MacAskill ha studiato alla Hutchesons' Grammar School, una scuola privata di Glasgow. All'età di 15 anni, dopo aver appreso quante persone stavano morendo a causa dell'AIDS, ha preso la decisione di lavorare per diventare ricco e dare metà dei soldi in beneficenza. Si è anche offerto volontario per un gruppo scout di disabili. All'età di 18 anni, durante i suoi studi universitari, MacAskill fu esposto al saggio del 1972 di Peter Singer Famine, Affluence, and Morality, che in seguito divenne un principio guida per la sua vita.
MacAskill ha conseguito una laurea in filosofia al Jesus College, Cambridge, nel 2008; il suo BPhil alla St Edmund Hall, Oxford, nel 2010; e il suo DPhil al St Anne's College, Oxford, nel 2014 (trascorrendo un anno come studente in visita alla Princeton University), sotto la supervisione di John Broome e Krister Bykvist. Ha poi preso una borsa di studio di ricerca junior presso l'Emmanuel College, Cambridge, prima di prendere una cattedra associata al Lincoln College, Oxford.
Nel 2009 MacAskill, insieme a Toby Ord, ha co-fondato l'organizzazione Giving What We Can per incoraggiare le persone a impegnarsi a donare il 10% delle loro entrate a enti di beneficenza efficaci. Ha co-fondato il Center for Effective Altruism nel 2011 come organizzazione ombrello di Giving What We Can e 80.000 ore, che ha co-fondato con Benjamin Todd, per fornire consigli su come utilizzare la tua carriera per fare il meglio nel mondo.
MacAskill è presidente dell'Advisor Board presso il Global Priorities Institute dell'Università di Oxford e direttore della Forethought Foundation for Global Priorities Research. È consulente di Longview Philanthropy. MacAskill faceva parte del FTX Future Fund che ha impegnato circa $ 160 milioni in sovvenzioni. Tuttavia, a causa dell'implosione di FTX, MacAskill e il resto del team si sono dimessi.

## Vita privata
MacAskill (nato Crouch) sostiene che gli uomini dovrebbero prendere in considerazione la possibilità di cambiare il proprio cognome quando si sposano; lui e la sua ex moglie hanno cambiato il loro cognome in "MacAskill", il nome da nubile della nonna materna.
MacAskill e la sua ex moglie hanno scritto insieme articoli su argomenti di dibattito etico. Si sono separati nel 2015 e successivamente hanno divorziato; la sua attuale compagna è Holly Morgan. Preoccupato per il benessere degli animali, MacAskill ha sperimentato sia ansia che depressione. MacAskill, che vive a Oxford, è vegetariano.